# Crescentia cujete
A Crescentia cujete az ajakosvirágúak (Lamiales) rendjébe, ezen belül a szivarfafélék (Bignoniaceae) családjába tartozó faj.

## Előfordulása
A Crescentia cujete eredeti előfordulási területe Közép- és Dél-Amerika, valamint a Karib-térség. Saint Lucia nemzeti fája. Indiába és más trópusi térségbe betelepítették.

## Megjelenése
Ez a fa akár 5 méteresre is megnőhet. Az egyszerű levelei váltakozva vagy kis csoportokban helyezkednek el a rövid hajtásokon. Ennek a növényfajnak és rokonainak a termései a lopótök (Lagenaria siceraria) termésére hasonlítanak; sőt épp úgy mint a lopótököt ételek és italok tárolására is felhasználják.

## Képek

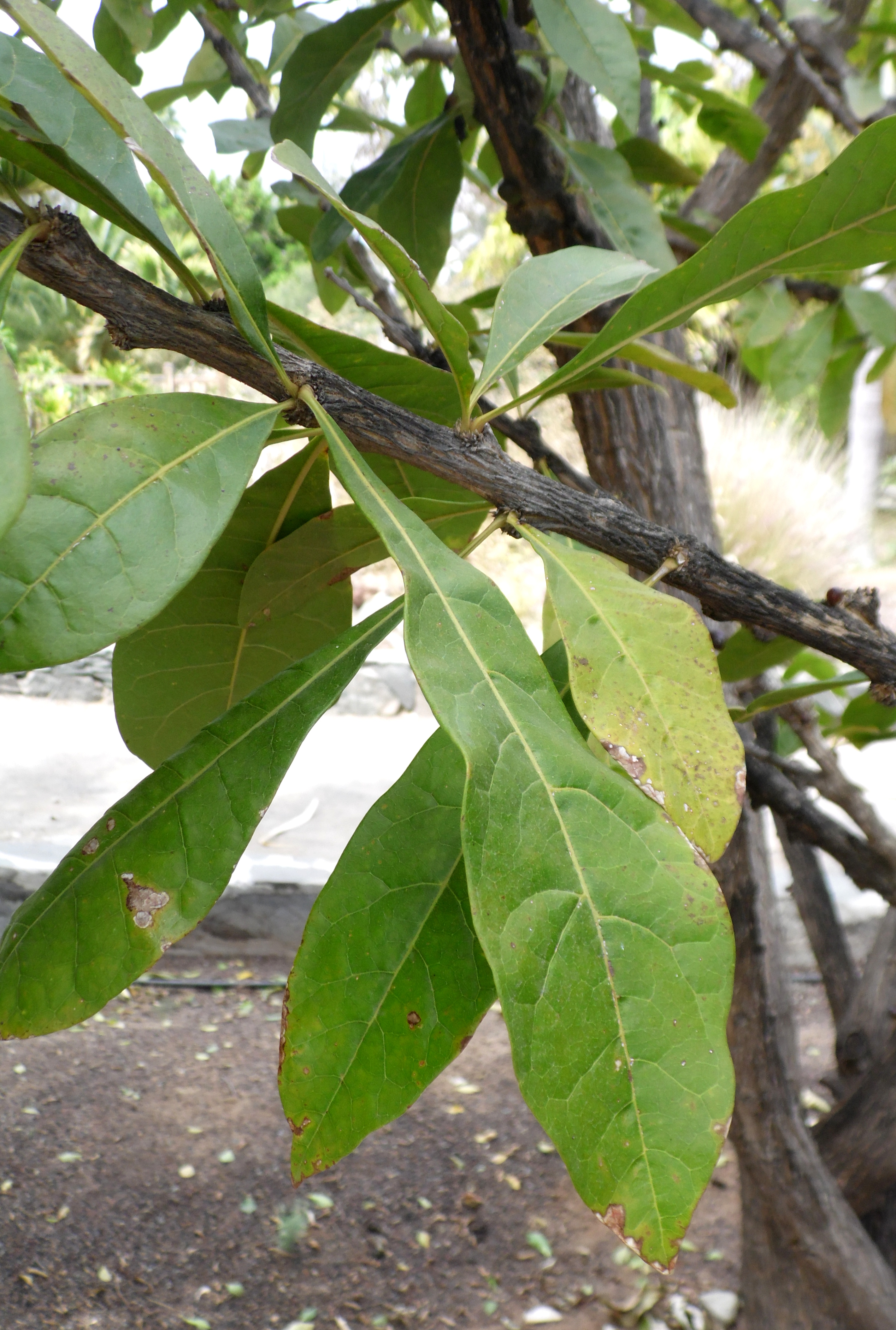
Levelei
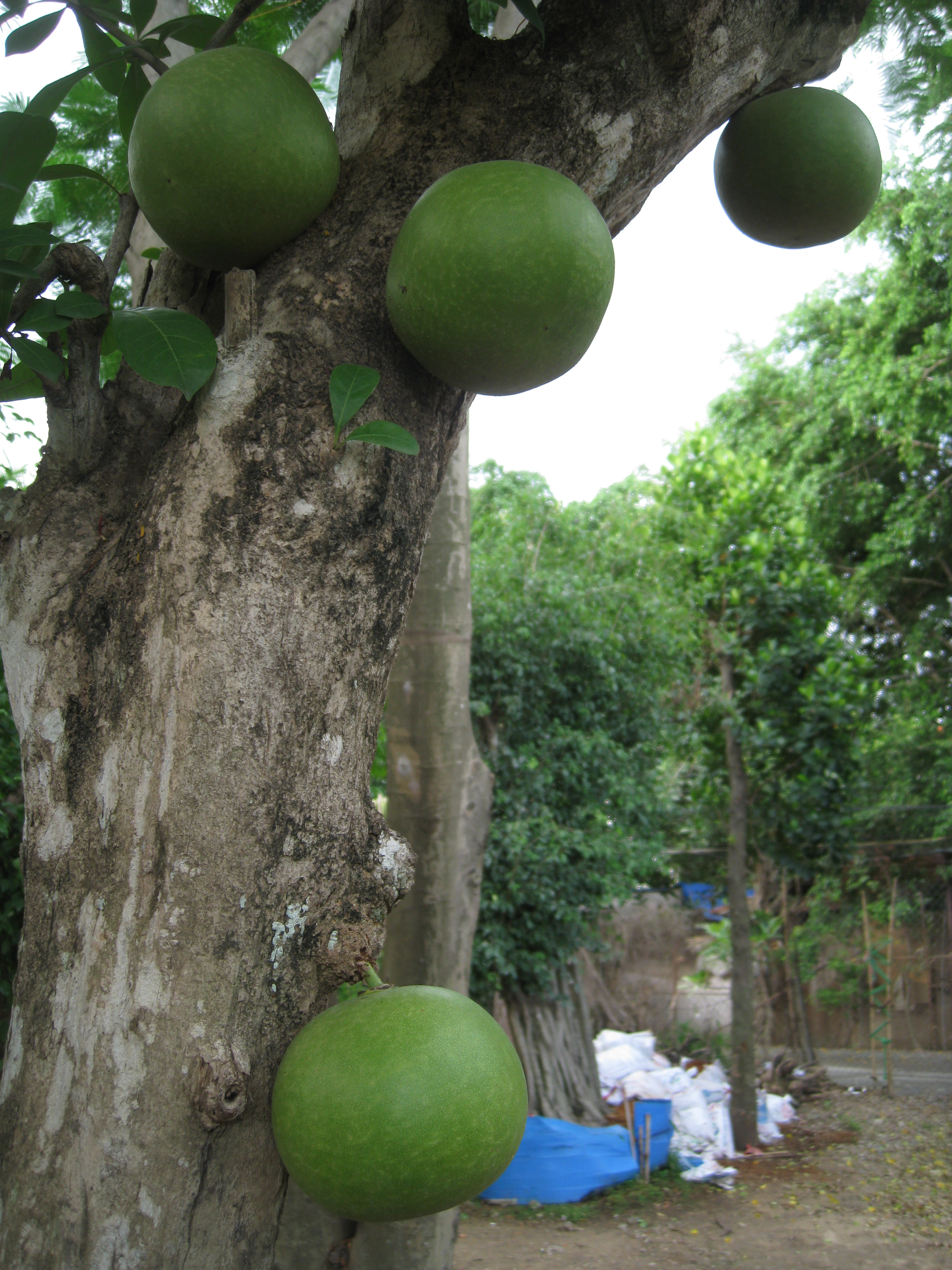
Termései
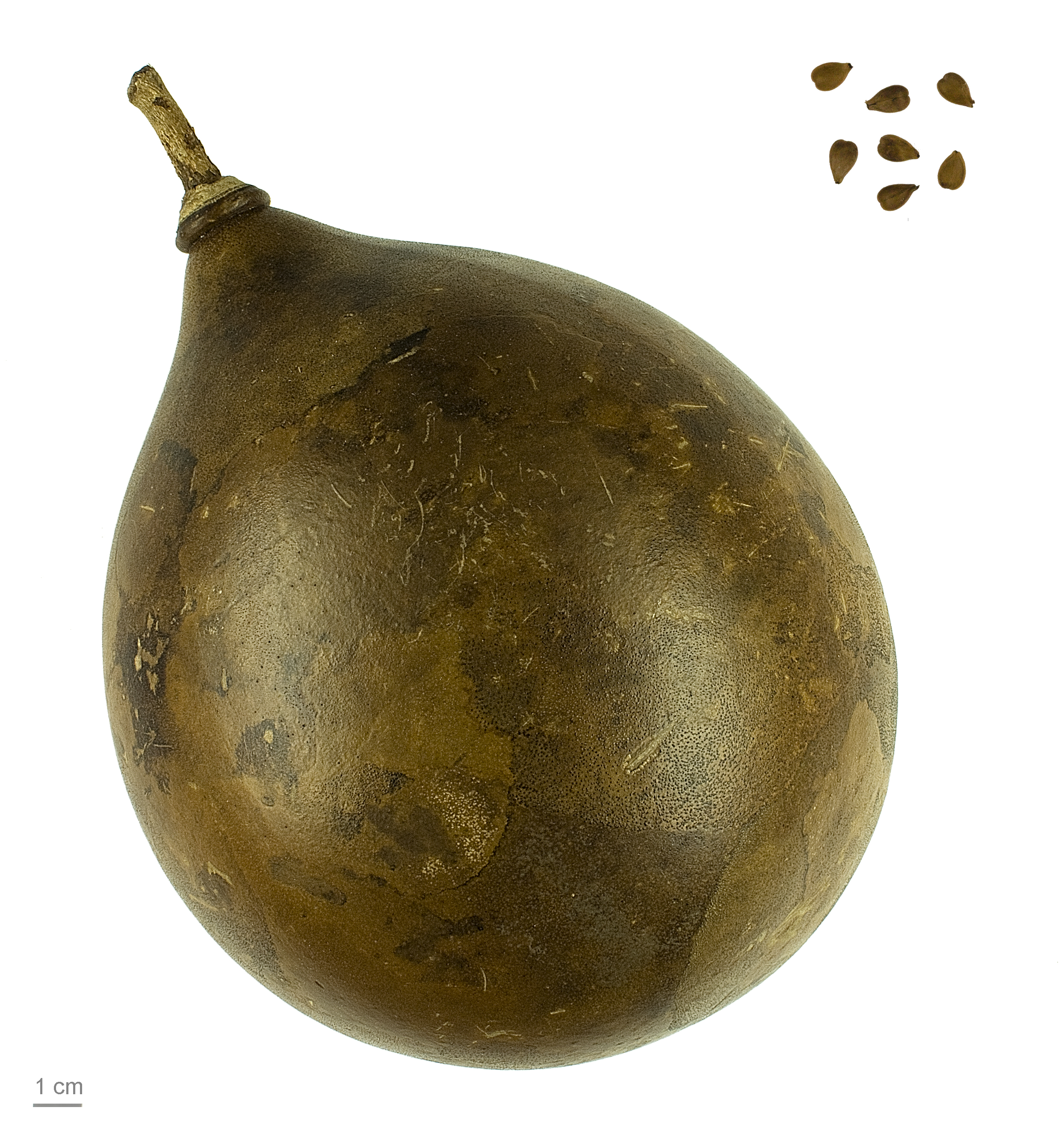
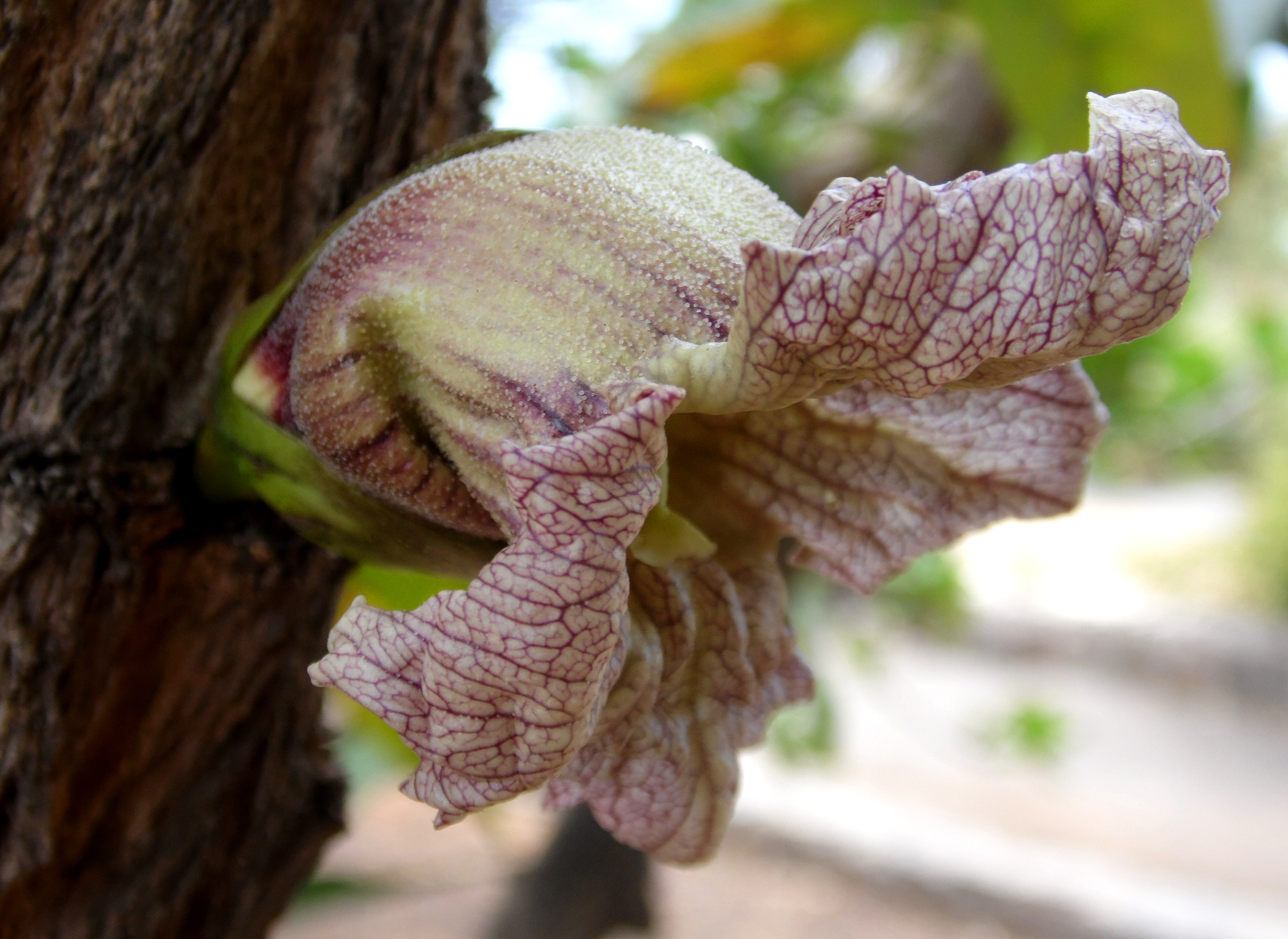
Virága

## Fordítás
- Ez a szócikk részben vagy egészben  a   Crescentia cujete című angol Wikipédia-szócikk ezen változatának fordításán alapul.  Az eredeti cikk szerkesztőit annak laptörténete sorolja fel. Ez a jelzés csupán a megfogalmazás eredetét és a szerzői jogokat jelzi, nem szolgál a cikkben szereplő információk forrásmegjelöléseként.
- Ez a szócikk részben vagy egészben  a   Crescentia cujete című spanyol Wikipédia-szócikk ezen változatának fordításán alapul.  Az eredeti cikk szerkesztőit annak laptörténete sorolja fel. Ez a jelzés csupán a megfogalmazás eredetét és a szerzői jogokat jelzi, nem szolgál a cikkben szereplő információk forrásmegjelöléseként.